# Anton Saur
Anton Saur (* 10. März 1913 in Aalen; † 22. Mai 1991 in Heidelberg) war ein deutscher Kommunalpolitiker.

## Werdegang
Saur studierte Rechtswissenschaften und legte 1949 an der Rechts- und wirtschaftswissenschaftlichen Fakultät der Universität Tübingen seine Promotionsschrift vor.
Von 1960 bis 1968 war er Oberbürgermeister von Ludwigsburg. Er lobte den Bau der B 27 mitten durch die Stadt als „Anfang eines verkehrsgerechten Straßennetzes“ und bezeichnete die Zentrale Stelle der Landesjustizverwaltungen zur Aufklärung nationalsozialistischer Verbrechen als „Schandfleck“.